# Calligra Suite
La Calligra Suite és una suite ofimàtica i de disseny gràfic basada en l'entorn KDE i fruit d'una escissió del KOffice l'any 2010. Es troba disponible per a ordinadors d'escriptori, tauletes i telèfons intel·ligents.
Calligra utilitza el formats d'arxiu OpenDocument (com el LibreOffice) i també és capaç d'importar documents amb els formats del Microsoft Office.

## Components
| Component | Component | Descripció |
| --------- | --------- | --- |
| Words     | Words     | Un processador de text. |
| Sheets    | Sheets    | Un programa de full de càlcul, conegut abans amb els noms de KSpread i Calligra Tables.                                                                                    |
| Stage     | Stage     | Un programa de disseny de presentacions, abans conegut com a KPresenter.                                                                                                   |
| Kexi      | Kexi      | Una interfície gràfica per a gestió de bases de dades. |
| Plan      | Plan      | Un programa de gestió de projectes capaç de crear diagrames de Gantt, abans conegut com a KPlato.                                                                          |
| Braindump | Braindump | Un programa d'escriptura de notes i mapa mental introduït a la Calligra Suite 2.4.                                                                                         |
| Flow      | Flow      | Un programa de diagrames de flux, anteriorment conegut com a Kivio. |
| Karbon    | Karbon    | És un editor de gràfics vectorials, anteriorment conegut com a Karbon14.                                                                                                   |
| Author    | Author    | Un programa d'edició d'e-book com ara l'iBooks Author amb capacitat per exportar en format EPUB. Aquest component va ser introduït en la versió 2.6. de la Calligra Suite. |